# Forn dels Turiols (Olivella)
El Forn dels Turiols és un edifici d'Olivella (Garraf) inclosa a l'Inventari del Patrimoni Arquitectònic de Catalunya.

## Descripció
Es tracta d'una estructura arquitectònica alçada amb murs de maçoneria. En resten parts del que serien les parets que conformaven la caixa.
No es conserva la coberta o capell, ni altres elements característics dels forns de calç, com ara les boques d'entrada de llenya.
Es troba parcialment derruït i cobert per la vegetació circumdant i restes de l'enderroc.

## Història
El forn va ser construït entre finals del segle xix i principis del XX pels mestres calciners Ramon Vidal de Ca la Laieta Vella i Josep Arnal i en Josep Arnal el Valencià